# سوواچ
سوواچ (به صربی: Sovač) یک روستا در صربستان است که در والیفو واقع شده‌است.
 سوواچ  ۱۳۳ نفر جمعیت دارد.